# マルニ (ファッションブランド)
マルニ (Marni) は、イタリアのファッションブランド。1994年、ミラノにコンスエロ・カスティリオーニによって設立された。メンズ、レディースおよびキッズのレディ・トゥ・ウェアコレクションおよびアクセサリーで世界に知られている。
2012年からイタリア人企業家レンツォ・ロッソが所有するOTBグループ傘下。

## 歴史
スイス人デザイナーのコンスエロ・カスティリオーニが1994年ミラノで設立したマルニは、革新的なプリントと色使いを特徴とする実験的なコレクションで世界的に有名となる。
2000年以降、数々の新店舗オープンと高級デパートにおけるコーナーの確立により、最も重要な市場での展開を開始。
この時期、マルニはオンラインストアの開設によりオンライン小売販売のパイオニアとなる。このオンラインストアでは、eコマースに加え、数多くのアーティストとのコラボレーションや特別プロジェクトの専用セクションを設け、マルニの世界を表現している。
2010年、デザイナーのコンスエロは米Fast Companyの「ビジネス界で最もクリエイティブな100人」に選ばれた。
2012年にはディーゼル、メゾン・マルジェラ、ヴィクター&ロルフ、Paula Cademartoriなどのブランドや、Staff International、Brave Kidを傘下に収めるレンツォ・ロッソのOTBグループの傘下となる。
2016年、フランチェスコ・リッソがマルニのクリエイティブディレクターに就任し、ブランドの歴史の新たな時代が幕を開ける。
2018年、ステファノ・ビオンドがCEOに任命される。
同年、フランチェスコ・リッソが、ファッション業界の最重要人物のひとりとしてBoF500の一員に選出される。